# Anonconotus apenninigenus
Anonconotus apenninigenus is een rechtvleugelig insect uit de familie sabelsprinkhanen (Tettigoniidae). De wetenschappelijke naam van deze soort is voor het eerst geldig gepubliceerd in 1881 door Targioni-Tozzetti.
1. ↑  (en) Anonconotus apenninigenus op de IUCN Red List of Threatened Species.